# Tragó
Tragó es una localidad española del municipio leridano de Peramola, en la comunidad autónoma de Cataluña.

## Geografía
La localidad está situada en la margen derecha del río Segre.

## Historia
A mediados del siglo XIX, el lugar, ya por entonces perteneciente al municipio de Peramola, tenía contabilizadas unas 15 casas. La localidad aparece descrita en el decimoquinto volumen del Diccionario geográfico-estadístico-histórico de España y sus posesiones de Ultramar de Pascual Madoz de la siguiente manera: 

TRAGÓ (Santa Lucia de): ald. y parr. en la prov. de Lérida, part. jud. de Solsona, jurisd. de la v. de Peramola; sit. al S. de la misma á 3/4 de hora de dist., á la der. del r. Segre que corre por debajo del mismo. Consta de 15 casas, y una igl. (Santa Lucia) separada medio cuarto de hora hácia el O.: de ella depende el anejo de Nuncargá, y la sirve un cura párroco de primer ascenso. Las demas noticias pueden verse en el art. de Peramola.
(Madoz, 1849, p. 127)

## Demografía
| Gráfica de evolución demográfica de Tragó entre 1842 y 1960 |
| |
| Población de derecho según los censos de población del INE Población de hecho según los censos de población del INEEn este censo se denominaba Tragó de Noguera: 1842 Entre el censo de 1857 y el anterior, crece el término del municipio porque incorpora a 255007 (Alberola), 255062 (Blancafort), 255064 (Boix) Entre el censo de 1970 y el anterior, este municipio desaparece porque se integra por partes en los municipios 25112 (Ibars de Noguera) que incorpora a la entidad Boix y 25156 (Os de Balaguer) que recibe el resto. |

En 2022, la entidad singular de población tenía empadronados 62 habitantes y el núcleo de población 53 habitantes.

## Patrimonio
En el lugar hay una iglesia bajo la advocación de Santa Lucía.